# Yamswurzelartige
Die Yamswurzelartigen (Dioscoreales) sind eine Ordnung der Monokotyledonen. Nur relativ wenige Arten werden vom Menschen genutzt.

## Beschreibung
Yamswurzelartige sind meistens ausdauernde, krautige Pflanzen. Oft werden Rhizome oder seltener Knollen als Überdauerungsorgane gebildet. Die Leitbündel sind in einem oder mehreren Kreisen angeordnet, dies ist bei Einkeimblättrigen selten. Oft sind die Laubblätter in Blattstiel und Blattspreite gegliedert, wobei dies bei den Einkeimblättrigen (Liliopsida) seltener der Fall ist. Häufig ist die Blattnervatur netzartig.
Auf den Blütenständen oder Blüten sind Drüsenhaare vorhanden. Die dreizähligen Blüten sind zwittrig oder eingeschlechtig (Dioscoreaceae). Es sind zwei Kreise mit je drei gleichgestalteten Blütenhüllblättern vorhanden (Perigon). Die Blütenhüllblätter sind auch noch auf den Früchten gut erhalten. Der meist kurze Griffel endet in drei gut ausgebildeten Narbenlappen. Der Embryo ist meist kurz.

Die Blütenformel lautet:
{\displaystyle \star P_{3+3}\;A_{3+3}\;G_{\overline {(3)}}}

## Systematik
Die Ordnung der Yamswurzelartigen (Dioscoreales) enthält drei Familien:
- Burmanniaceae (einschließlich Thismiaceae)
- Yamswurzelgewächse (Dioscoreaceae einschließlich Taccaceae)
- Nartheciaceae

Innerhalb der Ordnung der Dioscoreales stehen die Nartheciaceae an der Basis, die Burmanniaceae und Dioscoreaceae sind jeweils Schwestergruppen und bilden eine gemeinsame Klade.